# Doctrina Junqueras
La Doctrina Junqueras fa referència a una decisió del Tribunal de Justícia de la Unió Europea del desembre del 2019 que estableix que la immunitat dels diputats electes del Parlament Europeu s'adquireix en el moment de ser elegits.
El terme va sorgir arran de la sentència del Tribunal de Justícia de la Unió Europea de 19 de desembre de 2019 en l'assumpte C-502/19, que té per objecte una petició de decisió prejudicial plantejada, d'acord amb l'article 267 TFUE, pel Tribunal Suprem, mitjançant acte d'1 de juliol de 2019, rebut en el Tribunal de Justícia el mateix dia, en el procés penal promogut contra Oriol Junqueras Vies, en el marc del judici contra el procés independentista català.

## Cronologia
En la fase d'instrucció del judici al procés indepentista català es va acordar la situació de presó provisional per al Sr. Junqueras Vies, mitjançant acta de 2 de novembre de 2017, d'acord amb l'article 503 de la Llei d'enjudiciament criminal. Aquesta situació va ser confirmada en repetides ocasions des de llavors.

### Eleccions espanyoles
Amb posterioritat a l'obertura del judici oral en el procés penal contra Junqueras, aquest es va presentar com a candidat a les eleccions generals al Congrés dels Diputats, celebrades el 28 d'abril de 2019, i va ser escollit diputat. Mitjançant acte de 14 de maig de 2019, el Tribunal Suprem va estimar que no era necessari sol·licitar al Congrés dels Diputats l'autorització prèvia a què es refereix l'article 71, apartat 2, de la Constitució espanyola, ja que l'elecció com a diputat de Junqueras Vies s'havia produït un cop obert judici oral en el procés penal en contra. El Suprem, resolent una sol·licitud del propi Junqueras, li va concedir un permís extraordinari de sortida de centre penitenciari per assistir, sota vigilància policial, a la sessió constitutiva de Congrés dels Diputats i per complir amb tal motiu els requisits indispensables en relació amb la presa de possessió del seu escó, que preveu l'article 20 del Reglament del Congrés dels Diputats. Després de complir aquests requisits i prendre possessió del seu escó, tornant a continuació al centre penitenciari, Junqueras va ser suspès en l'exercici del càrrec de diputat per acord de la Mesa del Congrés dels Diputats de 24 de maig de 2019, en aplicació del que disposa l'article 384 bis de la Llei d'enjudiciament criminal.

### Eleccions europees
Durant la celebració del judici oral, Oriol Junqueras també es va presentar com a candidat a les eleccions al Parlament Europeu de 2019, celebrades el 26 de maig de 2019. Va resultar electe, com consta en la proclamació oficial dels resultats electorals mitjançant l'acord de la Junta Electoral Central, de 13 de juny de 2019, pel qual es procedeix a la «proclamació de Diputats electes a el Parlament Europeu en les eleccions celebrades el 26 de maig de 2019». D'altra banda, en aquest acord la Junta Electoral Central va procedir, conforme preveu la mateixa disposició, a atribuir als electes, entre els quals es trobava el Sr. Junqueras Vies, els escons que corresponen a el Regne d'Espanya al Parlament Europeu.
Mitjançant acte de 14 de juny de 2019, el Tribunal Suprem va denegar la sol·licitud de Junqueras d'un permís extraordinari de sortida de centre penitenciari per comparèixer, sota vigilància policial, davant la Junta Electoral Central amb la finalitat de prestar la promesa o el jurament d'acatar la Constitució espanyola que exigeix l'article 224, apartat 2, de la Llei electoral.
El 20 de juny de 2019, la Junta Electoral Central va adoptar un acord en el qual constatava que el Sr. Junqueras Vies no havia prestat la promesa o el jurament d'acatament en qüestió i, de conformitat amb l'article 224, apartat 2, de la Llei electoral, va declarar vacant l'escó corresponent a l'interessat en el Parlament Europeu i suspeses totes les prerrogatives que li puguin correspondre per raó del seu càrrec.
El 2 de juliol de 2019, el president del Parlament Europeu va procedir a l'obertura del primer període de sessions de la legislatura resultant de les eleccions a Parlament Europeu celebrades el 26 de maig de 2019.
Junqueras va interposar davant el Tribunal Suprem d'Espanya un recurs de súplica contra la interlocutòria esmentat en l'apartat 25 de la present sentència, recurs en el qual invocava les immunitats que estableix l'article 9 del Protocol sobre els privilegis i les immunitats de la Unió.
El 14 d'octubre de 2019, el Tribunal Suprem va dictar sentència en la causa principal promoguda contra Oriol Junqueras, entre d'altres, per la qual va condemnar a aquest, per un banda, a una pena de tretze anys de presó i, d'altra, a una pena de tretze anys d'inhabilitació absoluta, amb la consegüent privació definitiva de tots els seus honors, ocupacions i càrrecs públics, encara que siguin electius, i incapacitat per obtenir o exercir altres de nous.
El desembre del 2019 el Tribunal de Justícia de la Unió Europea va sentenciar que, tenint en compte tot lo anteriorment exposat, procedia a respondre a les qüestions prejudicials plantejades que l'article 9 del protocol sobre els privilegis i les immunitats de la Unió s'ha d'interpretar en el sentit que Oriol Junqueras gaudeix d'immunitat en virtut del paràgraf segon de l'esmentat article i que aquesta immunitat implica l'aixecament de la mesura de presó provisional imposada, a l'objecte de permetre a l'interessat desplaçar-se a el Parlament Europeu i complir-hi les formalitats requerides. Si el tribunal nacional competent considera, però, que s'ha de mantenir la mesura de presó provisional després de l'adquisició per l'interessat de la condició de membre de Parlament Europeu, ha de sol·licitar el més aviat possible al Parlament Europeu que suspengui la immunitat, d'acord amb el article 9, paràgraf tercer, del mateix protocol.